# ВФСО «Трудовые резервы»
ВФСО «Трудовые резервы» — Всероссийское физкультурно-спортивное общество, преемник спортивного общества ВДСО «Трудовые резервы» организованного в СССР. Целью является развитие корпоративного спорта и вовлечение работников российских предприятий к занятиям физической культурой и спортом.

## История
Спортивное общество было воссоздано по решению Президента России в 2018 году.
С 2019 года «Трудовые резервы» выступает организатором проведения фестиваля дронов «Rostec Drone Festival».
Начиная с 2020 года спортивным обществом были созданы хоккейная, футбольная, баскетбольная, теннисная, регбийная и волейбольные лиги.
В 2020 году общество открыло первую в России онлайн-академию по управлению дронами.
В 2020 году в рамках акции Министерства спорта Российской Федерации «Тренируйся дома. Спорт - норма жизни» общество разработало марафон тренировок, которые можно проводить в режиме самоизоляции.
В 2021 году спортивное общество начало возвращать производственную гимнастику на предприятия. Проект «Производственная гимнастика. Перезагрузка» включает в себя комплекс упражнений и методических пособий для офисных сотрудников, для тех, кто весь день за рулём, для сотрудников конвейерных производств, для тех, кто занимается тяжёлым физическим трудом.

## Деятельность
Спортивное Общество «Трудовые резервы» организует соревнования по 52 видам спорта, а также занимается организацией сети физкультурно-спортивных клубов по месту работы (например, авиакомпания «Ред Вингс», Калининградский янтарный комбинат, Центральный научно-исследовательский институт чёрной металлургии).
«Трудовые резервы» являются официальным представителем России в Европейской и Всемирной Федерациях корпоративного спорта. Общество ежегодно формируют сборную России, которая сможет принять участие во Всемирных корпоративных играх. Ежегодно в таких состязаниях принимают участие свыше семи тысяч спортсменов из более 400 организаций со всего мира.
В 2023 году «Трудовые резервы» планируют провести в Москве Всемирные зимние корпоративные игры с участием до 5000 участников из 40 стран мира.

## Награды и премии
Премия MarSpo Award 2021 в номинации «Лучший маркетинг спортивного события. Игровые виды спорта»